# 海龟
海龜是海洋龟類的總稱，所有龜鱉目動物中唯一生活在海洋的物種，分布範圍十分不平均
，分布於除北冰洋外的全球海域中。背上有殼，其花紋較一般陸龜或河龜複雜，背甲為扁平流線形，前後鰭為船槳狀。
海龜的演化歷史相當之悠久，可追尋到七千五百萬年前的白堊紀時期，當時海龜是肉食性的，這類海龜稱為古海龜，據北美的考古化石發現，古海龜的體型長達3.5公尺，與汽車一般大小，且外殼有明顯的節骨狀，可參考圖片。
全球現存海龜種類共有2科6屬7種，這兩科分別為海龜科和棱皮龜科。海龜喜歡熱帶及溫帶淺海水域，以肺呼吸，不同海龜的主食並不相同。多數海龜都是迴游性的，在繁殖季時會從覓食棲地回到產卵棲地－即出生地交配及產卵，而產卵時是海龜極少數離開海域回到陸地的時刻。

## 海龜物種列表
現存的七種海龜如下：
- 革龜 Dermochelys coriacea
  - 前鰭肢長1公尺以上且無爪，體色為黑或深藍色，具有白色小點，背甲後端較尖，成龜重約500公斤，背甲長180公分。
  - 主食為水母。
- 赤蠵龜 Caretta caretta
  - 背甲呈橢圓形，頭約20公分寬，通常為棕色或紅棕色，可重達200公斤，背甲長120公分。
  - 主食為甲殼類及軟體動物
- 肯氏龜 Lepidochelys kempii
  - 背甲接近圓形，為橄欖綠色，體型小，成龜重約45公斤，背甲長69公分。
- 欖蠵龜 Lepidochelys olivacea
  - 背甲略微橢圓，體色為深灰綠色，成龜重約45公斤，背甲長69公分。
  - 食性與赤蠵龜相似，以甲殼類為主食。
- 玳瑁 Eretmochelys imbricata
  - 背甲的盾片呈覆瓦狀排列，口喙似鷹嘴，成龜為棕色、橘色或黃色，可重達85公斤，背甲長95公分。
  - 以珊瑚礁處的海綿等動物為主食。
- 綠蠵龜 Chelonia mydas
  - 背甲呈橢圓形，鋸齒狀的下頷，成龜從淺棕色有大花斑至近黑色，可重達230公斤，背甲長125公分。
  - 以大型海草及海藻為主食。
- 平背龜 Natator depressus
  - 背甲近圓形且扁平，具有一層薄的蠟質，背甲為欖灰色，邊緣為棕黃色，成龜重約90公斤，背甲長1公尺以上。